# Ферруччо Бурко
Ферруччо Бурко (італ. Ferruccio Burco; 26 квітня 1939, Мілан — 27 квітня 1965, Остуні, Італія) — італійський диригент-вундеркінд.

## Життєпис
Син художника Клаудіо Бурко та його дружини, співачки Ганни Бурко Джентіле, яка спорадично виступала в Італії з концертами наприкінці 1930-х років. Стверджували, що першою ознакою музичної обдарованості трирічного Ферруччо було його обурення фальшивою нотою, яку взяв акомпаніатор його матері. Протягом 1943—1946 років навчався музиці у Бруно Бруні в Лукці, потім у 1946—1950 роках займався в Римі під керівництвом Орфео Россі. Дебютував як диригент у віці чотирьох років, 30 травня 1943 року в Бергамо, і об'їздив із гастролями всю Італію. Крім того, в 1944 та 1945 роках знявся в головній ролі у двох короткометражних дитячих фільмах режисера Доменіко Валінотті «Бачичин стає мільйонером» і «Бачичин-поліцейський» (обидва за книгами Джани Ангвіссоли).
У листопаді 1947 року гастролював у Парижі, диригуючи Оркестром Колонна. 1948 року здійснив гастрольне турне по США, організоване менеджером опери Нью-Джерсі Бенджаміном Боніто (відносини між ним і сім'єю Бурко закінчилися судовим позовом), яке включало, зокрема, концерт у Карнеґі-холі 28 лютого; рецензент «Нью-Йорк таймс» засвідчив бурхливе захоплення тритисячної аудиторії, зазначивши, проте, що основні переваги юного музиканта — не чистота і відточеність виконання, а видовищність і наснага. Того ж року диригував концертом з оперних номерів на нью-йоркському стадіоні Триборо, що включав виконану цілком оперу П'єтро Масканьї «Сільська честь», у якій головну партію співала його мати. Микола Слонимський іронічно повідомляє, що на запитання журналіста, що він думає про Артуро Тосканіні, восьмирічний вундеркінд відповів: «Він теж дуже добрий диригент».
Продовжуючи активну гастрольну діяльність, у вересні 1950 року дав чотири концерти в Гавані, які мали великий успіх. Кубинський скульптор Домінго Поубле Гонсалес виліпив бюст юного музиканта. У січні 1951 року диригував у Мехіко двома концертами Національного симфонічного оркестру.
1960 року закінчив Міланську консерваторію, після чого повернувся до Карнеґі-холу і 29 вересня 1961 року дав концерт із оркестром Symphony of the Air; рецензент «Нью-Йорк таймс» відгукнувся про виступ 22-річного диригента дуже скептично, розцінивши його як технічно грамотний, але зовсім немузичний. Зрештою Бурко очолив духовий оркестр у містечку Скуїнцано. Повертаючись у це місто після виступу в Казерті, потрапив в автокатастрофу: машина, в якій їхали музиканти, врізалася в дерево, Бурко та другий диригент Паскуале Фузіллі загинули на місці, кларнетист Армандо Буонанно помер дорогою до лікарні. У праворадикальній пресі зустрічаються твердження про те, що смерть Бурко могла бути невипадковою, оскільки в останній рік життя він брав активну участь в організації Жана Тіріара «Молода Європа».